# 王紘 (北朝)
王纮（?—?），字師羅，太安郡狄那县（今山西省寿阳县）人，中国南北朝東魏、北齐軍人、政治人物。
王紘开始为小部酋帥，是王基之子，年少时爱好弓馬，善骑射，爱好文学。王紘谈吐敏捷。王紘十三岁时，见揚州刺史郭元貞。郭元貞撫着王紘的背，问：「你读过什么書」。王紘回答：「读《孝经》」。郭元貞问：「《孝经》讲的什么」，王紘回答：「在上不骄，为下不乱」。郭元貞问：「我担任刺史，难道驕纵吗」，王紘回答：「公虽不驕，君子防微杜渐。願请留意」。郭元貞称赞王紘。王紘十五岁时，随父亲在北豫州。行台侯景和别人讨论穿衣衣襟之法是襟为左前还是右前。尚书敬显儁说：「孔子有言『微管仲，吾其被发左衽矣』（《論語》憲問），按这一句衣襟右前（右衽）为正」。王紘進言：「国家龍飛朔野，雄步中原，五帝不同儀式，三王制度有别，衣襟左右，何足辩论是非」。侯景珍视他少年聪慧，賜与名馬。
興和年間，高澄召为庫直，任奉朝請。高澄遇刺时，王紘冒白刃格斗，封平春县男，赐帛七百段、绫锦五十匹、钱三万并金带骏马，任晋阳令。天保元年（550年）北齐立国后，加寧遠将軍，受齐文宣帝赏识。文宣帝和左右侍从饮酒，说：「快哉大乐」。王紘回答「也有大乐，也有大苦」。文宣帝问「什么是大苦」。王紘讥讽皇帝狂饮误国：「長夜荒飲不寤，国亡家破，身死名滅，就是大苦」。文宣帝默然，之後责备王紘「你和纥奚舍乐一起事奉我兄长，纥奚舍乐死了，你为什么不死」。王紘回答：「君亡臣死，确实是节义。但是当时作乱者力薄弱小，臣下所以没有死」。文宣帝命燕子献将王紘捆起来，长广王高湛抓住他的頭，文宣帝执刀置其颈。王紘从容辩解：「楊愔、崔季舒在文襄帝（高澄）遇害时，逃走避難，官至僕射、尚書；冒死效命的我，反被殺戮，这是旷古未有此事」。文宣帝投刀于地，说：「王師羅不得杀」，于是将他释放。

## 大事蹟
乾明元年（560年），常山王高演任丞相，王紘任中外府功曹参軍事。同年（皇建元年），進爵義陽县子。
河清三年（564年）王紘随諸将攻打突厥，加驃騎大将軍。
天統元年（565年），任給事黄門侍郎，加射声校尉、转任散騎常侍。
武平元年（570年），担任開府儀同三司。上奏请求選拔勇敢精鋭的将士弓箭手，派遣到要地驻守。
武平五年（574年），南陳軍攻打淮南，齐後主命群官協議。封輔相请求出击，王紘请求休養民力，朝中多数赞同王紘之論。王紘历事数帝，都有直言，兼侍中，出使北周。归国後不久去世。著《鉴诫》二十四篇。